# Ciro Barcelos
Ciro Barcelos (Porto Alegre, 27 de Setembro de 1953) é um ator, coreógrafo e diretor brasileiro. Um dos remanescentes do Dzi Croquettes, grupo que sacudiu o showbusiness brasileiro nos anos 70 com sua mistura de humor e androginia.

## Biografia
Ciro Barcelos, ainda adolescente, fugiu de sua casa em Porto Alegre. Do lado de fora, Sônia Braga (na época apenas a Soninha) e Armando Bógus o esperavam num fusquinha. De lá pegaram estrada, chegando a Curitiba, onde finalmente ele fez um teste para Hair, para substituir Buza Ferraz. Quando conseguiu o papel, ouviu do produtor Altair Lima que teria que voltar para casa. Era menor de idade. Pois Ciro convenceu os pais a emancipá-lo. Um ano mais tarde, após a experiência na antológica montagem (e ainda sem completar 18 anos), entrou para o grupo que iria definir sua carreira: os Dzi Croquettes.
No início da década de 1970, Ciro se tornou o caçula da recém-criada companhia de Lennie Dale (1934–1994). O coreógrafo norte-americano, radicado no Brasil, andava revolucionando a cultura do espetáculo – teria inclusive orientado Elis Regina a balançar os braços em 'Arrastão', anos antes. Sua maior cartada no Brasil, os Dzi Croquettes, durou efetivamente quatro anos (1972 a 1976), marcando a contracultura gay em período da ditadura militar entre os anos de chumbo do governo Médici e a gestão Geisel.
Passou a juventude toda dentro de salas de aulas estudando. Com 19 anos estava em exílio na França com o Dzi, e sua vida resumia-se em estudar dança e teatro. Praticava muito, trabalhou com grandes coreógrafos e diretores internacionais como Maurice Bejárt e Pina Bausch.
Com a dissolução do grupo, cada um dos 13 integrantes foi para um canto. Somente em 2009, com o documentário Dzi Croquettes, de Raphael Alvarez e Tatiana Issa, a história veio à tona para as novas gerações. A repercussão acabou motivando a criação do espetáculo 'Dzi Croquettes' em bandália, criado e dirigido por Ciro Barcelos, em cartaz no Rio de Janeiro. Fez história na TV também, como coreógrafo e um dos dançarinos da abertura do jornalístico Fantástico, em 1987, na Rede Globo.